# 黃思彥
黃思彥（英語：Johnathan Wong，？—），作曲人、編曲人及音樂監製。從事唱片幕後音樂工作，包括配樂、編曲及監製等。6歲學習鋼琴及小提琴，13歲學習打鼓和電結他。
2005年在英國劍橋地區學院完成Music Technology文憑。

## 作品列表

### 2007年
- 陳小春 - 扭計王（無視電視劇《鐵咀銀牙》主題曲（曲／編）
- 楊千嬅 - 別阻我開心（曲／編）
- 關心妍 - 甚麼都不愛（曲／編）
- 關心妍 - 地球兄弟（編）
- 許志安 - 未夠多（香港理工大學熱心凝聚理大慈善夜2007主題曲）（編）
- 孫耀威 - 拖多一年得一年（曲／編）
- Twins - 世界變（曲／編）
- Twins - 金句（編）
- Twins - 玩轉六年（編）
- 方力申 - 成就十八心（香港青年協會第十屆青年成人禮主題曲）（編／監）
- Freeze - 情難控（編）
- Freeze - 情場大後備（編）
- Freeze - 踩鋼線（編）
- 熊汝霖 - 終極夢想（編）
- Kevin Wong - 知你約了他（曲／編）
- Kevin Wong - Losing The Light（曲／編）
- Kevin Wong - Missin' Scene（編）
- Kevin Wong - 破飛機（曲／編）
- 香港兒童合唱團 - 博大的愛（華夏基金會25周年主題曲）（編）

### 2008年
- 楊千嬅 - 捉伊人（曲／編）
- 孫耀威 - 只要和你在一起（編）
- 江若琳 - 眼淚無用（曲）
- 江若琳 - 愛你還是愛美（曲／編）
- Square - 為愛而愛（曲／編）
- James Poon - Feel So Good（曲／編）
- Ken C - I Will Love You（編）

### 2009年
- 吳雨霏 - 小愛（曲）

### 2010年
- 鍾欣桐 - 放低過去（編）
- 吳若希 - 影迷（曲）
- 吳若希 - 聽電影（影迷國語版）（曲）

### 2012年
- 謝文雅 - 日期（編／監）
- 陳姿言 - 到此一游（曲）

### 2013年
- 林欣彤 - 空中戀人「衝上雲霄II」插曲 （曲／編）
- 關楚耀 - 你永遠是對的（編）
- 林欣彤 - 我是歌手（編）
- 謝文雅 - All I Need Is You（編／監）
- 洪卓立 - 誰（曲／編）

### 2014年
- 洪卓立 - 新生命（編）
- 洪卓立 - 副作用（編）
- 洪卓立 - 把砒霜留給自己（曲）
- 楊千嬅 - 來生舞（編）
- 雨僑 - 願（編）
- 關楚耀 - 死去活來（編）
- 連詩雅 - 時間開的玩笑（編）

### 2015年
- 劉浩龍、Feat.MastaMic - 走（編）
- 林德信 - 終於有一天（編）
- 曾若華 - 格拉斯哥流浪（編）
- 連詩雅 - 等到Sunday就Call你（曲／編）
- 李克勤 Feat. AGA - 戀愛為何物（編）

### 2016年
- 英皇群星 - 二龍爭姝賀金猴（編）
- 糖妹 - 實驗青春（編）

### 2017年
- Mr. - 我要走更遠（編）
- Mr. - 天知道（編）
- 糖妹 - 陽光小姐（編）

### 2018年
- 官恩娜 - 寶貝兒（編）
- 洪卓立 - 週日司機（曲／編）
- Robynn & Kendy - One（編）
- Robynn & Kendy - 同進（編）
- 沈震軒、莫凱謙、3Think - 不枉（編）
- 許廷鏗 - 邪惡博士與花輪同學（曲／編）

### 2019年
- 吳業坤 - 和懷念講再見（編）
- 黃進林 - 分開紀念日（曲／編）[1]
- 周國賢 Feat. 王灝兒 - 逃生門 (門外版)（編／混音）
- 容祖兒 - 造就更好（編）

### 2020年
- 吳業坤 - 原始心態（曲／編）[2]

### 2021年
- 陳展鵬 - 零歲（曲／編）
- 林欣彤 - 不如憎你（曲）
- JUDE - 私奔記（編）
- 衛詩 - 懸崖有路（編）

### 2022年
- 陳慧嫻 - 回家（曲／編）

### 2023年
- AGA Feat. 陳奕迅 - Special One（編）

## 電視、電影配樂

### 2006年
- 打雀英雄傳 - Bet to Basic - (電影配樂)

### 2007年
- TVB 劇集《鐵咀銀牙》主題曲 （曲／編）

### 2008年
- 愛情萬歲 - Love is Elsewhere - (電影配樂)

### 2013年
- 空中戀人「衝上雲霄II」插曲 （曲／編）

## 廣告配樂

### 2007年
- 政府新聞處「無限城市篇」（曲／編）
- 華夏基金會25周年主題曲 《博大的愛》（編）

### 2008年
- McDonald – 517 Jingle （曲／編）

### 2009年
- CPA《13th CPA Australia Asian Regional Conference》（Introductory video）– Jingle （曲／編）
- 環境保護署 - 多用途膠袋篇 TVC Jingle （曲／編）

### 2011年
- 伢牙樂魔法篇 (納愛斯伢伢樂兒童牙膏) - （曲／編）

## 獎項
- 2008勁歌金曲優秀選第三回 ── 得獎歌曲 《只要和你在一起》- 孫耀威
- 新城勁爆頒獎禮2008 ── 新城勁爆歌曲、新城勁爆改編歌曲 《只要和你在一起》- 孫耀威
- 2008年度十大勁歌金曲頒獎典禮 ── 最受歡迎改編歌曲 銀獎 《只要和你在一起》- 孫耀威
- SINA Music樂壇民意指數頒獎禮2008 ── 最高收聽率二十大歌曲《只要和你在一起》- 孫耀威
- 2011年度勁歌金曲優秀選第一回 ── 得獎歌曲 《放低過去》 - 鍾欣桐
- 2015年度勁歌金曲優秀選第二回 ── 得獎歌曲《等到Sunday就Call你》 - 連詩雅

## 外部連結
- 黃思彥新浪微博